# Fédération roumaine de basket-ball
La Fédération roumaine de basket-ball ou FRB, (Federația Română de Baschet en roumain) est une association, fondée en 1931, chargée d'organiser, de diriger et de développer le basket-ball en Roumanie.
La FRB représente le basket-ball auprès des pouvoirs publics ainsi qu'auprès des organismes sportifs nationaux et internationaux et, à ce titre, la Roumanie dans les compétitions internationales. Elle défend également les intérêts moraux et matériels du basket-ball roumain. Elle est affiliée à la FIBA depuis 1932, ainsi qu'à la FIBA Europe.
La FRB organise également le championnat national.